# Montaigut-le-Blanc (Puy-de-Dôme)
Pour les articles homonymes, voir Montaigut et Montaigut-le-Blanc.
Montaigut-le-Blanc est une commune française située dans le département du Puy-de-Dôme, en région Auvergne-Rhône-Alpes.
Ses habitants sont appelés les Montagutins.

## Géographie

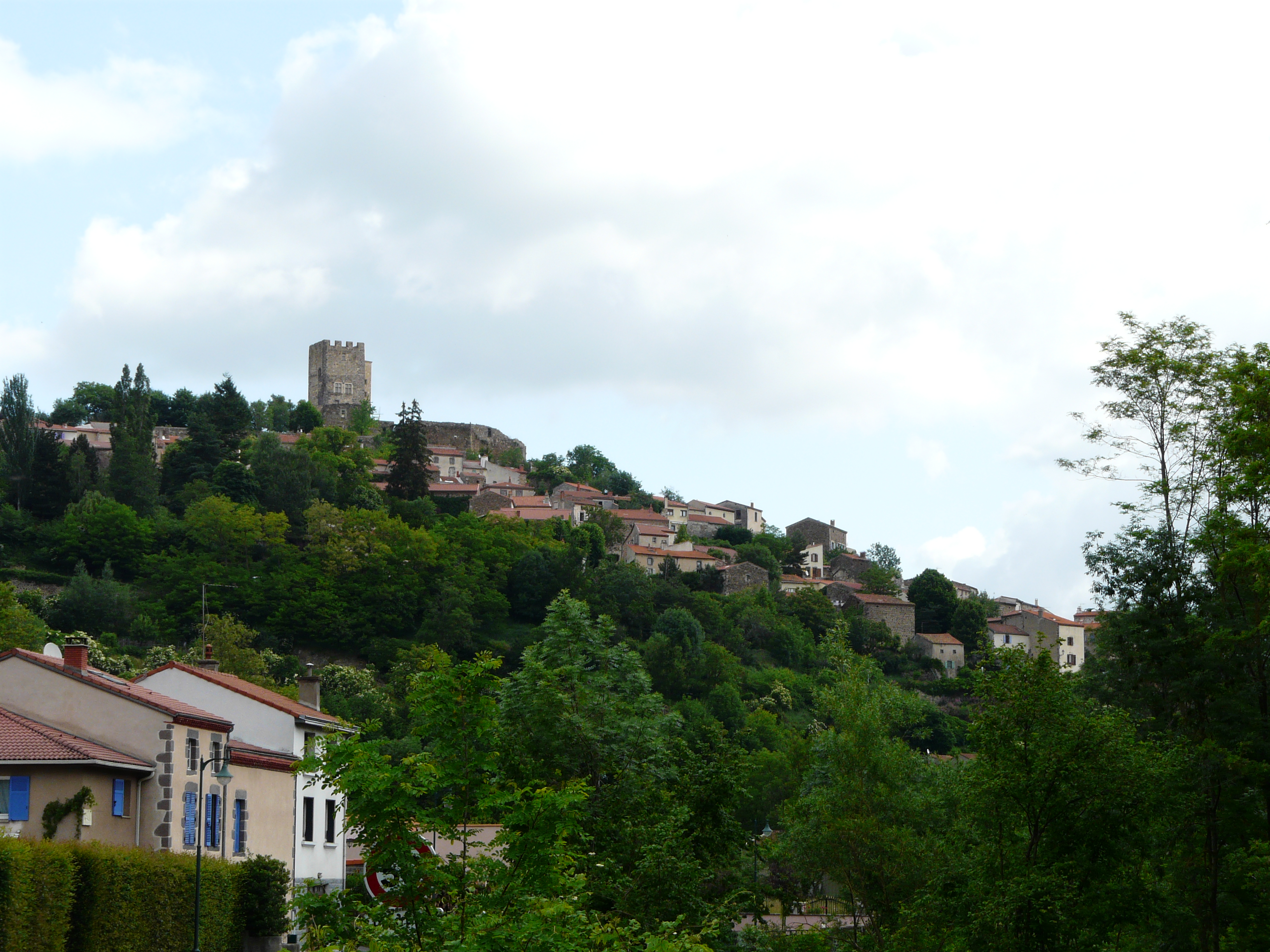
Le village de Montaigut-le-Blanc, à flanc de colline.

Au sud du département du Puy-de-Dôme, la commune de Montaigut-le-Blanc est traversée par la Couze Chambon, un affluent de l'Allier. Outre le village de Montaigut-le-Blanc, la commune est constituée de cinq autres villages ou  hameaux : Saint-Julien, Reignat, Gourdon, Chazous et Coudoux
L'altitude minimale, 474 mètres, se trouve à l'est, là où la Couze Chambon quitte le territoire communal et entre sur celui de Champeix. L'altitude maximale avec 879 mètres est localisée au nord-ouest, au puy de Gourdon.
Établi sur un éperon granitique qui domine la Couze Chambon, au-dessus de l'intersection des routes départementales (RD) 71, 639 et 996, le village de Montaigut-le-Blanc se situe en distances orthodromiques, treize kilomètres à l'ouest-nord-ouest d'Issoire et quinze kilomètres au nord-est de Besse-en-Chandesse.
Le territoire communal est également desservi par les RD 630 et 631.

### Communes limitrophes
| Olloix, Saint-Nectaire |                    | Ludesse   |
| Grandeyrolles          | Montaigut-le-Blanc | Champeix  |
| Creste                 | Saint-Floret       | Clémensat |

### Climat
Pour des articles plus généraux, voir Climat d'Auvergne-Rhône-Alpes et Climat du Puy-de-Dôme.
En 2010, le climat de la commune est de type climat des marges montargnardes, selon une étude du Centre national de la recherche scientifique s'appuyant sur une série de données couvrant la période 1971-2000. En 2020, Météo-France publie une typologie des climats de la France métropolitaine dans laquelle la commune est exposée à un climat de montagne ou de marges de montagne et est dans la région climatique  Nord-est du Massif Central, caractérisée par une pluviométrie annuelle de 800 à 1 200 mm, bien répartie dans l’année. 
Pour la période 1971-2000, la température annuelle moyenne est de 10,1 °C, avec une amplitude thermique annuelle de 16 °C. Le cumul annuel moyen de précipitations est de 689 mm, avec 9,3 jours de précipitations en janvier et 7,1 jours en juillet. Pour la période 1991-2020, la température moyenne annuelle observée sur la station météorologique de Météo-France la plus proche, « Plauzat_sapc », sur la commune de Plauzat à 6 km à vol d'oiseau, est de 11,3 °C et le cumul annuel moyen de précipitations est de 606,8 mm,. Pour l'avenir, les paramètres climatiques de la commune estimés pour 2050 selon différents scénarios d'émission de gaz à effet de serre sont consultables sur un site dédié publié par Météo-France en novembre 2022.

## Urbanisme

### Typologie
Au 1er janvier 2024, Montaigut-le-Blanc est catégorisée commune rurale à habitat dispersé, selon la nouvelle grille communale de densité à sept niveaux définie par l'Insee en 2022.
Elle appartient à l'unité urbaine de Champeix, une agglomération intra-départementale regroupant deux  communes, dont elle est une commune de la banlieue,,. Par ailleurs la commune fait partie de l'aire d'attraction de Clermont-Ferrand, dont elle est une commune de la couronne,. Cette aire, qui regroupe 209 communes, est catégorisée dans les aires de 200 000 à moins de 700 000 habitants,.

### Occupation des sols
L'occupation des sols de la commune, telle qu'elle ressort de la base de données européenne d’occupation biophysique des sols Corine Land Cover (CLC), est marquée par l'importance des territoires agricoles (61,5 % en 2018), en diminution par rapport à 1990 (64,4 %). La répartition détaillée en 2018 est la suivante : 
prairies (30,6 %), forêts (22,7 %), zones agricoles hétérogènes (16 %), terres arables (14,9 %), milieux à végétation arbustive et/ou herbacée (13 %), zones urbanisées (2,8 %). L'évolution de l’occupation des sols de la commune et de ses infrastructures peut être observée sur les différentes représentations cartographiques du territoire : la carte de Cassini (XVIIIe siècle), la carte d'état-major (1820-1866) et les cartes ou photos aériennes de l'IGN pour la période actuelle (1950 à aujourd'hui).

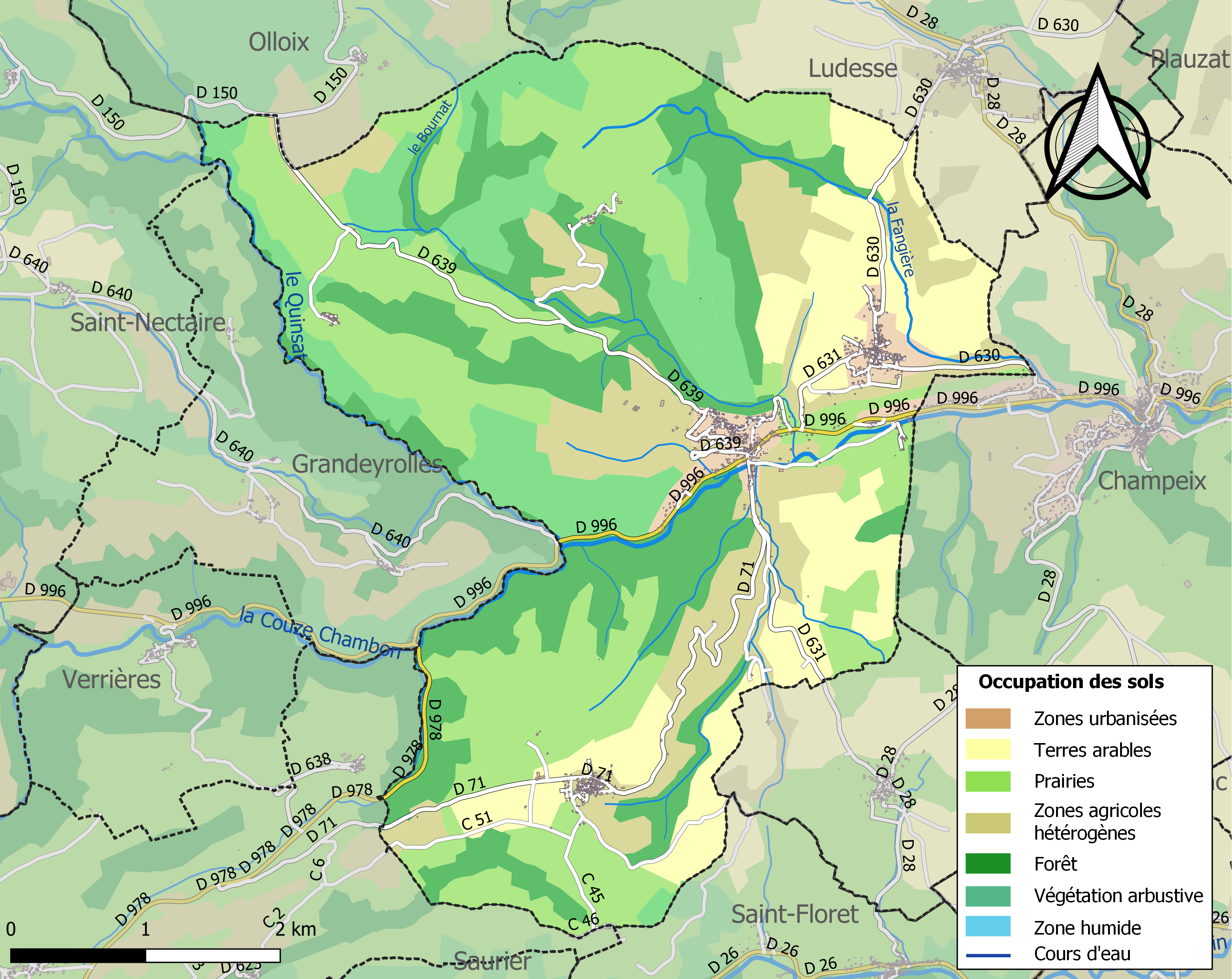
Carte des infrastructures et de l'occupation des sols de la commune en 2018 (CLC).

## Histoire
D'après la toponymie, le village de Saint-Julien daterait d'avant Montaigut-le-Blanc qui aurait été fondé au XIe siècle à l'occasion de la construction du château.
Montaigut-le-Blanc est dominé par la masse sombre d'un château : celui-ci est une imposante forteresse féodale, comme en témoigne la représentation qui figure dans l'armorial de Guillaume Revel, réalisé vers 1450. Les Montaigut étaient alors une puissante famille de seigneurs, qui tenaient le château en fief des dauphins d'Auvergne. Disposé en cascade sur le versant, le village, encadré de vignes et de vergers, possède un charme méridional.

## Politique et administration
| Période                                  | Période                    | Identité          | Étiquette | Qualité             |
| ---------------------------------------- | -------------------------- | ----------------- | --------- | ------------------- |
| Les données manquantes sont à compléter. |                            |                   |           |                     |
|                                          |                            |                   |           |                     |
| ...                                      | mars 1971                  | Alfred Amouroux   |           |                     |
| mars 1971                                | mars 1983                  | Paul Amouroux     |           |                     |
| mars 1983                                | mars 2001                  | Madeleine Sauzet  |           |                     |
| mars 2001                                | avril 2019                 | Christian Chabaud |           |                     |
| mai 2019 (réélu en 2020)                 | En cours (au 25 août 2020) | Julien Guillaume  |           | Communicant au CNRS |

## Population et société

### Démographie
L'évolution du nombre d'habitants est connue à travers les recensements de la population effectués dans la commune depuis 1793. Pour les communes de moins de 10 000 habitants, une enquête de recensement portant sur toute la population est réalisée tous les cinq ans, les populations de référence des années intermédiaires étant quant à elles estimées par interpolation ou extrapolation. Pour la commune, le premier recensement exhaustif entrant dans le cadre du nouveau dispositif a été réalisé en 2006.

En 2022, la commune comptait 923 habitants, en évolution de +7,33 % par rapport à 2016 (Puy-de-Dôme : +2,1 %, France hors Mayotte : +2,11 %).
| 1793  | 1800  | 1806  | 1821  | 1831  | 1836  | 1841  | 1846  | 1851  |
| ----- | ----- | ----- | ----- | ----- | ----- | ----- | ----- | ----- |
| 1 273 | 1 400 | 1 330 | 1 356 | 1 353 | 1 376 | 1 302 | 1 300 | 1 277 |

| 1856  | 1861  | 1866  | 1872  | 1876  | 1881  | 1886  | 1891  | 1896  |
| ----- | ----- | ----- | ----- | ----- | ----- | ----- | ----- | ----- |
| 1 266 | 1 213 | 1 200 | 1 245 | 1 231 | 1 259 | 1 283 | 1 304 | 1 289 |

| 1901  | 1906  | 1911  | 1921 | 1926 | 1931 | 1936 | 1946 | 1954 |
| ----- | ----- | ----- | ---- | ---- | ---- | ---- | ---- | ---- |
| 1 249 | 1 115 | 1 035 | 824  | 775  | 792  | 724  | 674  | 645  |

| 1962 | 1968 | 1975 | 1982 | 1990 | 1999 | 2006 | 2011 | 2016 |
| ---- | ---- | ---- | ---- | ---- | ---- | ---- | ---- | ---- |
| 592  | 524  | 530  | 507  | 568  | 601  | 717  | 800  | 860  |

| 2021 | 2022 | - | - | - | - | - | - | - |
| ---- | ---- | - | - | - | - | - | - | - |
| 907  | 923  | - | - | - | - | - | - | - |

## Économie
- Commerce et artisanat.
- Tourisme, avec deux hôtels, des chambres d'hôtes, des gîtes, un camping avec chalets.

## Culture locale et patrimoine

### Lieux et monuments
- Château du Moyen Âge, dont les ruines sont classées au titre des monuments historiques depuis 1889[23].
- Porte médiévale de Montaigut, du XIIIe siècle, inscrite au titre des monuments historiques depuis 1926[24].
- L'église présente un portail roman[25]. Elle recèle des fonts baptismaux du XIIIe siècle, classés depuis 1993[26], ainsi que le tombeau d'un chevalier[25].
- Site des caves de Saint-Julien.
- Menhir de Gourdon.
- La tour de Rognon, faussement attribuée à Montaigut-le-Blanc par le ministère de la Culture[27], se trouve en fait sur la commune voisine de Grandeyrolles[28].

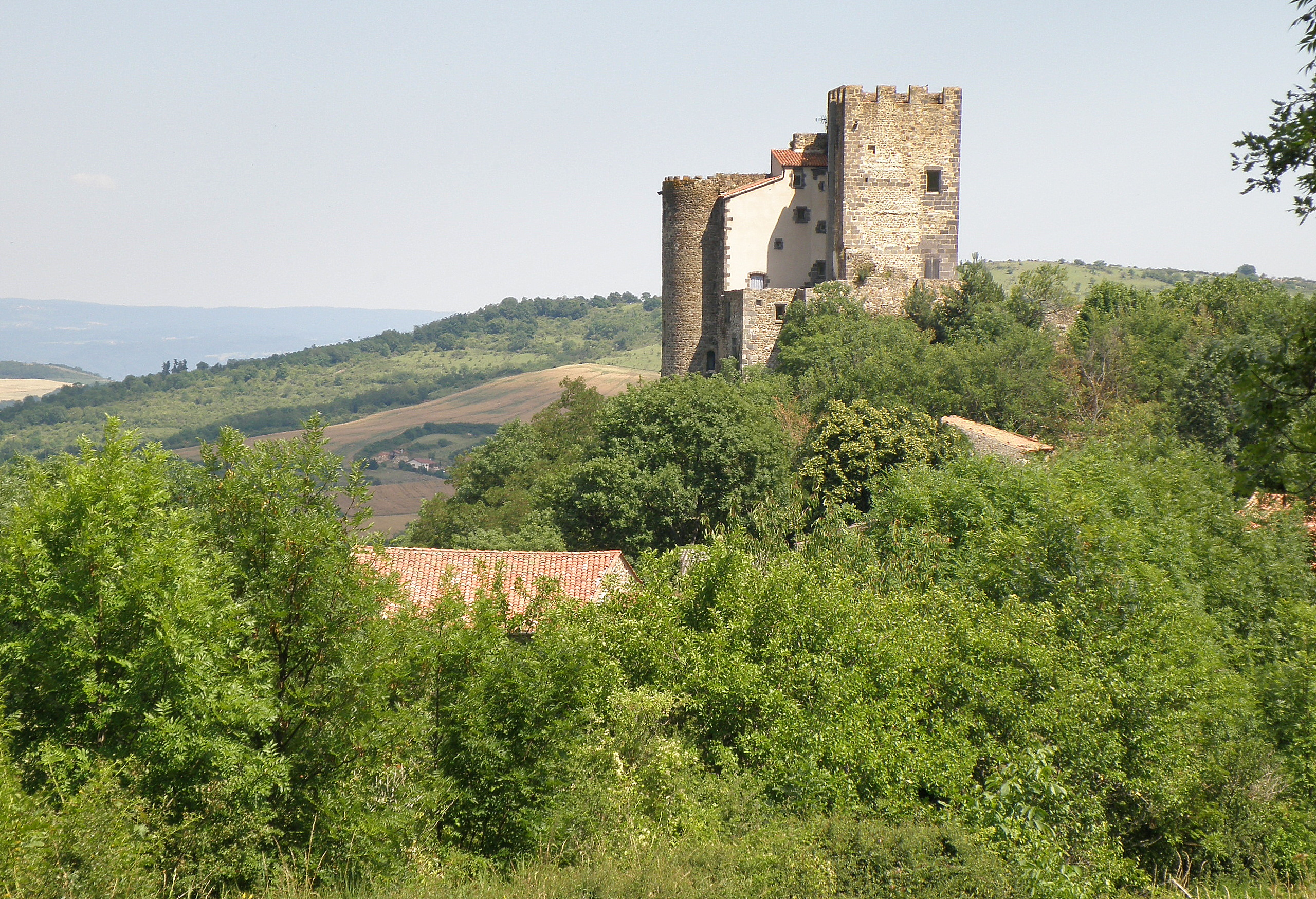
Le château.
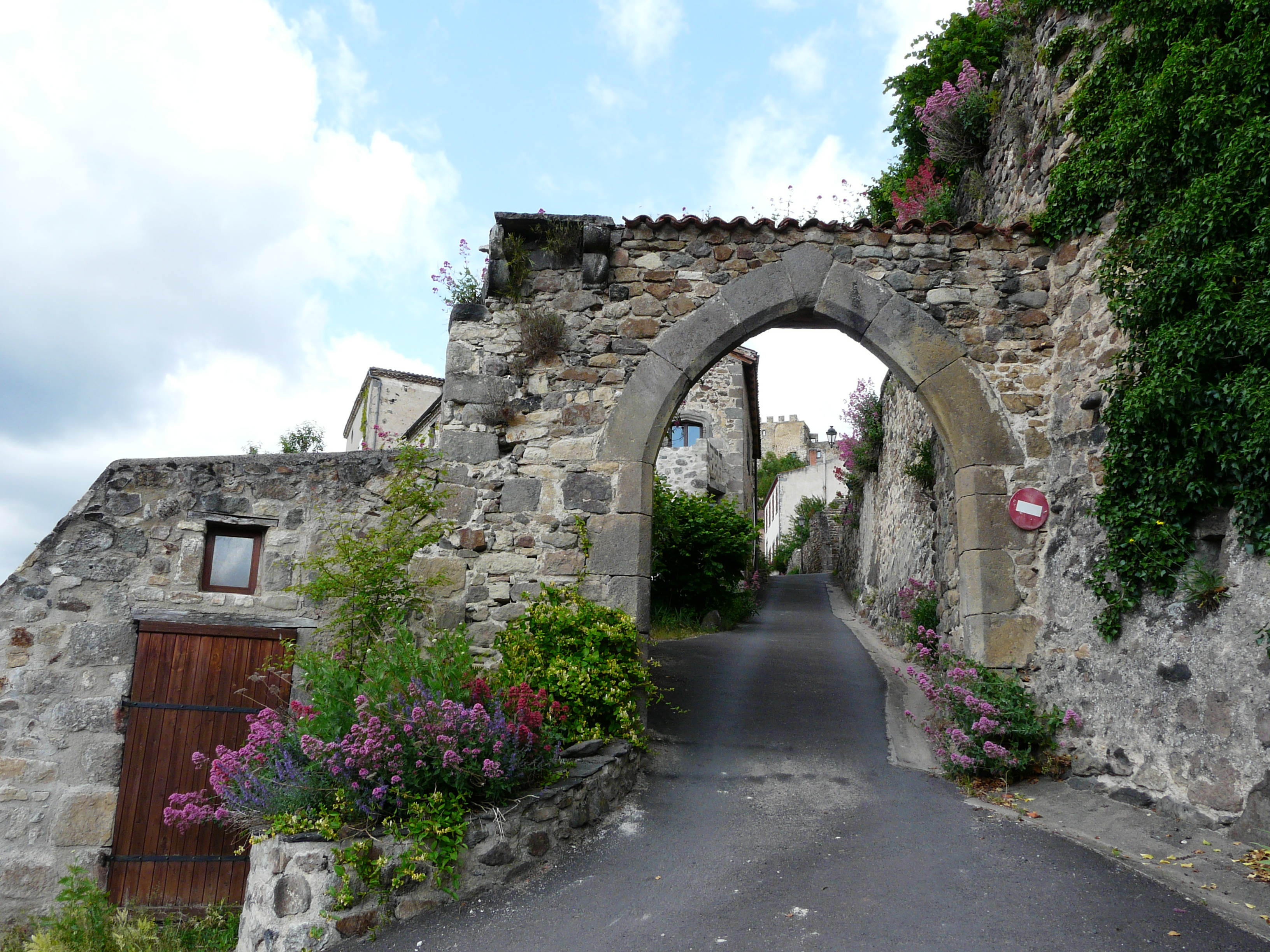
La porte de l'enceinte du château dans le village.
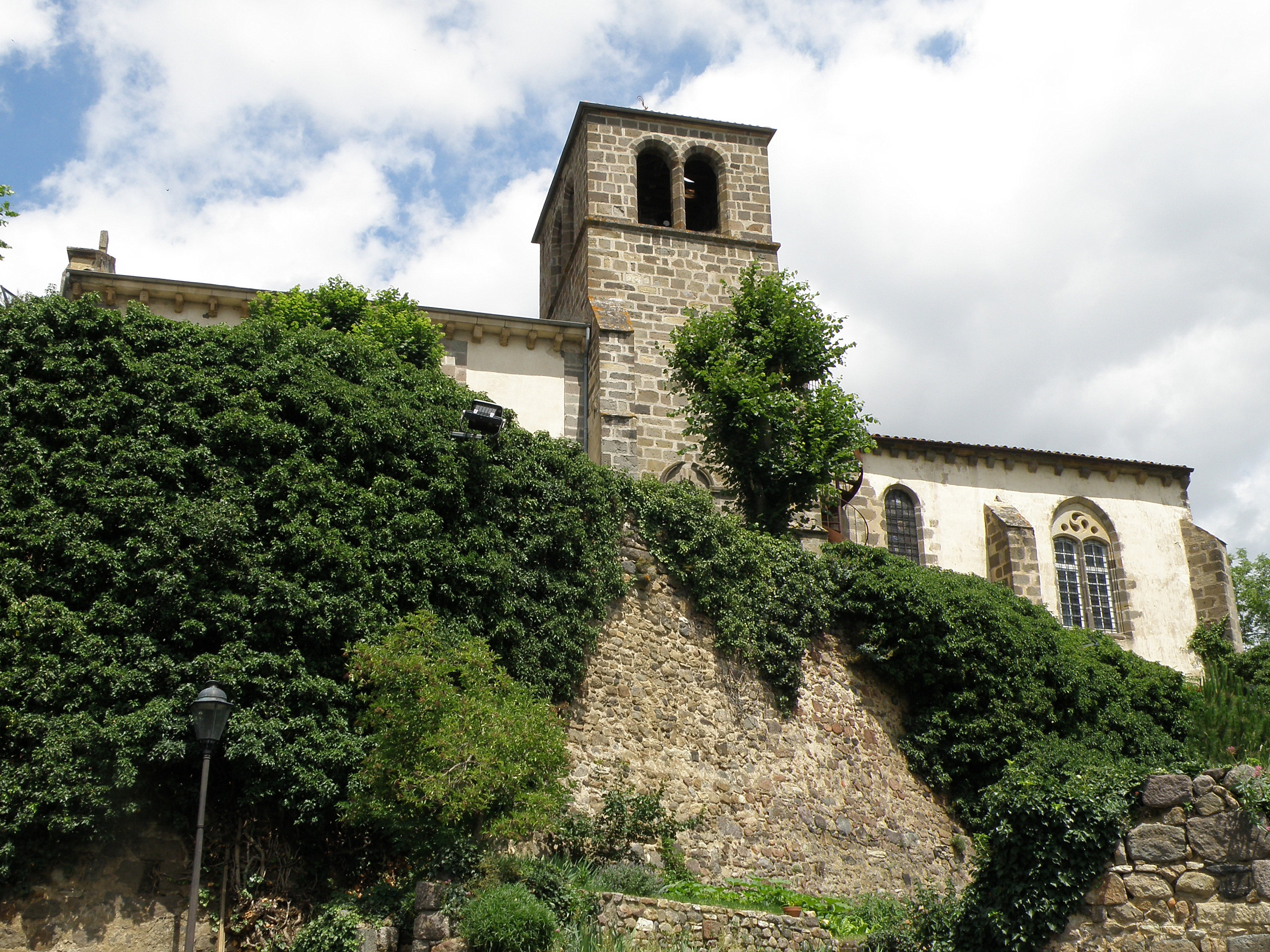
L'église.
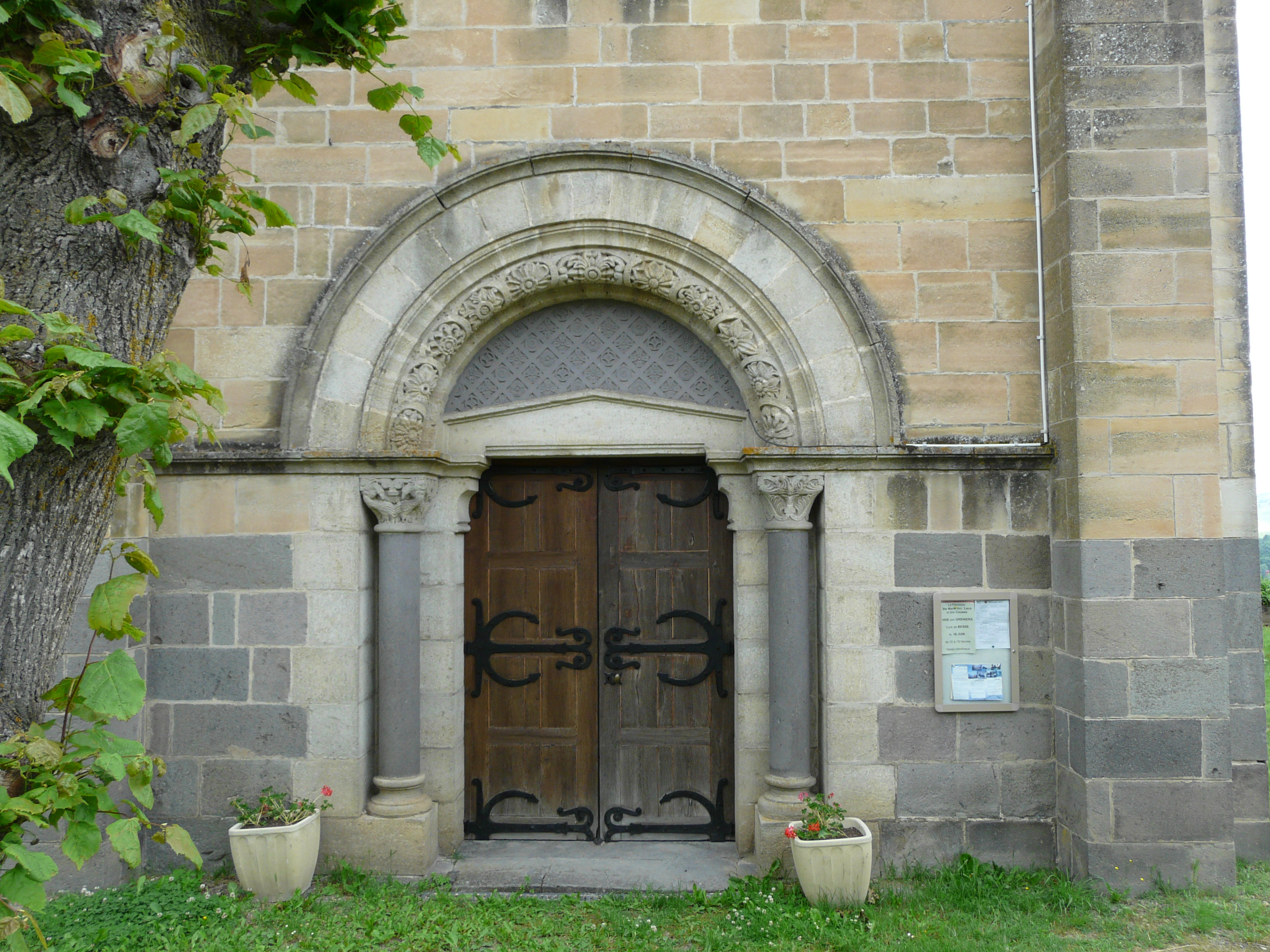
Le portail de l'église.
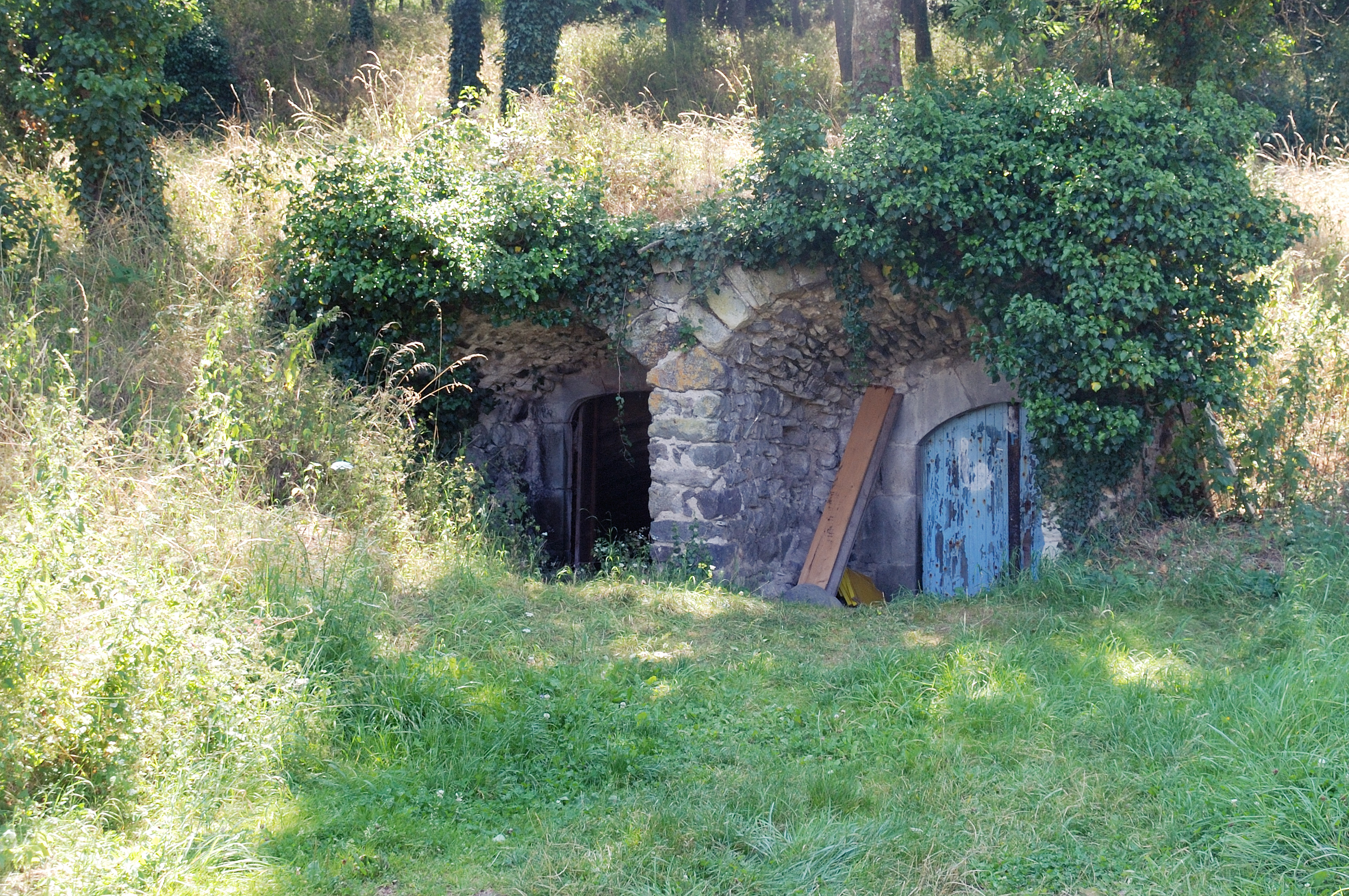
L'entrée de caves dans le village de Saint-Julien.

### Personnalités liées à la commune
- Étienne Falgoux (né en 1993), joueur international français de rugby à XV formé au Rugby Club Montaigut Besse ;
- Mathilde Lazarko (née en 1999), joueuse française de rugby à XV formée au Rugby Club Montaigut Besse et originaire de Montaigut-le-Blanc.

### Héraldique
| Blason de Montaigut-le-Blanc | Blason  | De gueules au lion de vair.                      |
| Blason de Montaigut-le-Blanc | Détails | Le statut officiel du blason reste à déterminer. |